# Lannoy (Nord)
Lannoy település Franciaországban, Nord megyében. Lakosainak száma 1791 fő (2022. január 1.). Lannoy Lys-lez-Lannoy és Hem községekkel határos.

## Népesség
A település népességének változása:
| Lakosok száma | 1780 | 1766 | 1759 | 1773 | 1796 | 1819 | 1810 | 1800 | 1791 |
|               | 2013 | 2015 | 2016 | 2017 | 2018 | 2019 | 2020 | 2021 | 2022 |

## Híres lannoyiak
- Jean Piat, francia színész.[2]